# Raiders of the Lost Ark: The Adaptation
Raiders of the Lost Ark: The Adaptation es una película amateur realizada entre 1982 y 2015 por tres adolescentes que pretendían recrear plano a plano el clásico de aventuras Raiders of the Lost Ark.

## Sinopsis
Para ver información sobre la trama de la película, y puesto que se trata de un remake plano a plano de la realizada por Steven Spielberg en 1981, ver Raiders of the Lost Ark (sinopsis)

## Producción
El rodaje de la película empezó en 1982, cuando Strompolos, Zala y Lamb contaban con solo 12 años de edad, y se prologó durante 7 veranos (filmándose las escenas en un orden no cronológico), por lo que los cambios físicos experimentados por los actores con el paso del tiempo son notables en algunos momentos del film. Como Raiders of the Lost Ark todavía no había sido editada en vídeo cuando los chicos empezaron el remake, se vieron obligados a recopilar todo tipo de material acerca de la película, incluyendo su guion (que sí había sido publicado), artículos y fotografías de revistas, e incluso una grabación de la banda sonora que obtuvieron introduciendo clandestinamente una grabadora en una de las proyecciones de la película. Con un exiguo presupuesto de 5.000 dólares y unos efectos especiales artesanales (sin retoques digitales), se rodaron finalmente unas 40 horas de metraje entre 1982 y 1989. Sin embargo, el proyecto quedó inconcluso, a falta de la famosa escena del avión, que fue rodada en 2014, tras recaudar 50.000 dólares a través de una campaña de crowdfunding.

## Recepción
Chris Strompolos, Eric Zala y Jayson Lamb estrenaron Raiders of the Lost Ark: The Adaptation en 1989 en el auditorio de una planta de Coca-Cola. Tras desaparecer la película de la circulación durante años, en 2003 Eli Roth le hizo llegar una copia (que había obtenido durante su estancia en la escuela de cine de la Universidad de Nueva York) al crítico de cine y creador del sitio web Ain't It Cool News Harry Knowles, con la intención de que éste la exhibiese en su festival Butt-Numb-A-Thon. Knowles lo hizo, y ante el entusiasmo despertado por la película Roth se propuso localizar a los tres chicos para realizar un estreno "oficial" en el Alamo Drafthouse de Texas. La película fue un éxito, y llamó la atención de varias personalidades de Hollywood. Strompolos, Zala y Lamb fueron invitados al "Rancho Skywalker" de George Lucas (creador de la saga de Indiana Jones), así como a las oficinas de Amblin, donde conocieron a Steven Spielberg, director de todas las películas de la tetralogía, y que también había tenido acceso al film gracias a una copiada enviada por Roth. Spielberg les había dicho previamente, en una carta, haberse sentido «impresionado» por el «cariñoso y minucioso tributo a Raiders of the Lost Ark» que era la adaptación. Diversas revistas se pusieron entonces en contacto con ellos para entrevistarles y hablar de su historia, y la exclusiva fue a parar finalmente a Vanity Fair, que publicó el artículo Raiders of the Lost Backyard en marzo de 2004.
Desde el estreno de Raiders of the Lost Ark: The Adaptation en 2003, numerosos medios de información se han hecho eco de la existencia de la película y de su carácter de creciente fenómeno popular. A pesar de su evidente carestía de medios, las críticas han elogiado en general el espíritu y la dedicación de Strompolos, Zala y Lamb. Lee Sandlin, del Chicago Reader, llegó a insinuar que en ese sentido la película era «mejor que la original». También se han pronunciado al respecto otros trabajadores de la industria cinematográfica, como Wes Craven, que dice que es «simplemente fenomenal», o Eli Roth, quien cree que Raiders of the Lost Ark: The Adaptation será una de las mejores películas realizadas por niños de toda la historia.
En 2004 se anunció que el productor cinematográfico Scott Rudin había comprado los derechos para realizar una película en torno a la experiencia de los tres chicos. A fecha de julio de 2008, el proyecto, cuyo guion corre a cargo de Daniel Clowes, se encuentra en producción según Imdb.
En 2015 se estrenó el documental Raiders!: The Story of the Greatest Fan Film Ever Made escrito y dirigido por Jeremy Coon y Tim Skousen, que relata la historia de la realización y consecución de la adaptación.